# Vladimir Fock
Vladimir Aleksandrovich Fock (ou Fok, em russo:  Владимир Александрович Фoк) (São Petersburgo, 22 de dezembro de 1898 — São Petersburgo, 27 de dezembro de 1974) foi um físico soviético. Fok foi um dos pioneiros na mecânica quântica e na eletrodinâmica quântica.
Vladimir Fock se graduou em 1922 pela Universidade Estatal de São Petersburgo, se especializou e, em 1932, tornou-se professor pela mesma universidade. No período de 1928 a 1953, colaborou com diversos institutos.
As principais contribuições de Vladimir Fock para a física pertencem à mecânica quântica, apesar dele também possuir trabalhos significativos em outras áreas da física. Em 1930, desenvolveu o método de Hartree-Fock.
Em Leningrado, Fock criou uma escola científica em física teórica e elevou a educação em física na União Soviética através de seus livros. Escreveu seu primeiro livro de mecânica quântica em 1931 (Foundations of quantum mechanics) e sua monografia The theory of space, time and gravitation em 1955.